# Global Trade Item Number
Globalny Numer Jednostki Handlowej (ang. Global Trade Item Number, GTIN) – określa unikatowy kod przedmiotu handlu (wyrobu opakowanego lub usługi).
Nazwa GTIN określa zbiorczo całą rodzinę opracowanych przez GS1 struktur identyfikatorów. Identyfikatory mogą składać się z 8, 12, 13 lub 14 cyfr.

## Budowa kodu GTIN-14
Kod 14–cyfrowy składa się z:
- 1 cyfry wskazującej ‘poziom pakowania’
- 1-3 cyfr kodu organizacji krajowej GS1 (potocznie: „kod kraju”, np. 590 – Polska)
- 4-7 cyfr numeru jednostki kodującej GS1 (potocznie: „kod firmy”)
- 2-5 cyfr kodu produktu
- 1 cyfry kontrolnej

Długość kodu firmy oraz kodu produktu zawsze wynosi razem 9 cyfr.

## Algorytm obliczania cyfry kontrolnej
poszczególnym cyfrom numeru GTIN nadawane są odpowiednie wagi (patrz tabelka). Mnoży się każdą cyfrę i jej wagę, a następnie wszystkie iloczyny dodaje się do siebie. Tak otrzymaną sumę dzieli się przez 10 a resztę z dzielenia odejmuje od 10. Jeśli reszta wynosi 0 to znakiem kontrolnym jest także 0.
| GTIN-8  |    |    |    |    |    |    |    |    |    |     | N1  | N2  | N3  | N4  | N5  | N6  | N7  | SK |
| GTIN-12 |    |    |    |    |    |    | N1 | N2 | N3 | N4  | N5  | N6  | N7  | N8  | N9  | N10 | N11 | SK |
| GTIN-13 |    |    |    |    |    | N1 | N2 | N3 | N4 | N5  | N6  | N7  | N8  | N9  | N10 | N11 | N12 | SK |
| GTIN-14 |    |    |    |    | N1 | N2 | N3 | N4 | N5 | N6  | N7  | N8  | N9  | N10 | N11 | N12 | N13 | SK |
| SSCC    | N1 | N2 | N3 | N4 | N5 | N6 | N7 | N8 | N9 | N10 | N11 | N12 | N13 | N14 | N15 | N16 | N17 | SK |
| waga    | 3  | 1  | 3  | 1  | 3  | 1  | 3  | 1  | 3  | 1   | 3   | 1   | 3   | 1   | 3   | 1   | 3   | –  |

Algorytm ten można opisać wzorem:
{\displaystyle SK=10-(3\times (C_{1}+C_{3}+C_{5}+\dots +C_{n})+1\times (C_{2}+C_{4}+C_{6}+\dots +C_{p}))\mod 10,}
gdzie:
{\displaystyle SK} suma kontrolna;
{\displaystyle C_{1}\dots C_{n}} cyfry na pozycji nieparzystej;
{\displaystyle C_{2}\dots C_{p}} cyfry na pozycji parzystej;
{\displaystyle x\mod y} to reszta z dzielenia {\displaystyle x} przez {\displaystyle y.}
Dla numeru GTIN-13:
{\displaystyle SK=10-(1\times (C_{1}+C_{3}+C_{5}+\dots +C_{n})+3\times (C_{2}+C_{4}+C_{6}+\dots +C_{p}))\mod 10,}

### Przykład
znak kontrolny dla numeru GTIN-14 1234567890123? oblicza się następująco:
1·3 + 2·1 + 3·3 + 4·1 + 5·3 + 6·1 + 7·3 + 8·1 + 9·3 + 0·1 + 1·3 + 2·1 + 3·3 = 109
109 : 10 = 10 reszty 9
10 – 9 = 1
znak kontrolny wynosi więc 1.

## Zastosowanie
Powszechnie używany w GS1-128 (Code 128) po identyfikatorze zastosowania (IZ) wynoszącym 01 oraz w kodzie paskowym ITF-14. GTIN nanoszony w postaci kodów paskowych i symboli EAN-13, EAN-8, UPC-A, UPC-E. GTIN jest powszechnie używany do znakowania opakowań konsumenckich, przede wszystkim w segmencie FMCG (produktów szybkozbywalnych).
Kod kreskowy ITF-14 stosowany głównie do znakowania opakowań niedetalicznych, głównie opakowań zbiorczych. W kodzie kreskowym ITF-14 przedstawia się numery GTIN, krótsze od 14 cyfr poprzedzone zerami lub numerem GTIN-14. Kod kreskowy ITF-14 zalecany jest szczególnie przy wydruku na tekturze opakowania zbiorczego.